# Maximilian Schwandner

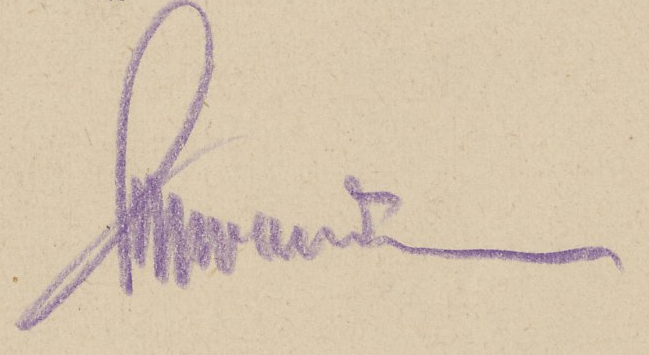
Unterschrift Schwandners

Maximilian Eduard Schwandner (* 20. Februar 1881 in Weißenburg; † 11. April 1972 in Sonthofen) war ein deutscher Offizier, der zuletzt den Rang eines Generals der Infanterie der Wehrmacht innehatte.

## Leben
Maximilian Schwandner trat 1900 in die bayerische Armee ein und erhielt am 9. März 1902 das Patent zum Leutnant. 1914 belegte er als Oberleutnant im Königlich Bayerischen 7. Infanterie-Regiment „Prinz Leopold“ Lehrgänge in der Kriegsakademie. Schwander nahm am Ersten Weltkrieg in verschiedenen Regimentern teil und erhielt beide Klassen des Eisernen Kreuzes. Nach Kriegsende wurde er als Hauptmann in die Reichswehr übernommen, in der er 1930 als Oberstleutnant, ab 1931 als Oberst Kommandeur des 20. (Bayerischen) Infanterie-Regiments war.
Im Oktober 1934 wurde Schwandner Kommandeur der 20. Infanterie-Division und als solcher am 1. Mai 1935 zum Generalleutnant befördert. Nach seiner Ablösung wurde Schwandner als General z.b.V. Befehlshaber des Wehrkreises X, wo er am 1. September 1940 den Charakter eines Generals der Infanterie erhielt. Vom 15. Oktober 1940  bis zum 28. Dezember 1941 war er Kommandierender General des LIX. Armeekorps. Danach wurde Schwandner in die Führerreserve versetzt und am 30. August 1942 in den Ruhestand verabschiedet.